# 汤欢兴
汤欢兴（1970年2月—），中国人权活动家，2013年开始从事NGO公益工作。广州市番禺区打工族服务部前职员，广州利得鞋业有限公司劳资集体谈判的工人谈判顾问，中国当代著名劳工运动领袖。

## 生平
汤欢兴於1970年2月出生于江西省上饶市余干县农村，法学专业大学本科毕业。出身农村底层，当过农民、工人，从事过新闻媒体职业，长期关注公益，利用自己所学法律专业知识帮助工人维权。现定居于中国福州市。
2013年创办进步电子报刊《艾特报》，同年共计出刊30期，是当时中国民间创办的唯一全尺寸对开四版电子大报，每期均在新浪微博发布。本报曾推动和参与2013年全国民主宪政大讨论，后被北京市公安局要求停刊。
2014年5月创办维权电子报刊《劳工报》与维权网站 “劳工网”，呼吁各界关注中国劳工命运，保护劳工合法权益；呼吁中国工会制度改革，建立独立团结工会；呼吁建立劳资集体谈判制度，保护劳工三权（自由结社权、集体谈判权、罢工权）。
2014年9月至2015年5月期间，汤欢兴接受邀请加入并成为广州市番禺区打工族服务部（NGO）的正式职员，负责打工族服务部网站建设管理和新闻宣传，并协助工人维权；汤欢兴全程组织“利得工人运动”，在广州利得鞋厂工人维权事件中，全程参与广州利得鞋厂近2800名工人维权的劳资集体谈判工作，也是利得鞋厂全体工人代表唯一书面授权的工人集体谈判顾问。利得鞋厂劳资集体谈判前后经过了近十个月的激烈抗争和艰苦谈判过程，之后工人获得了加班费、公积金、社保、搬厂安置费等共计约1.2亿人民币的补偿金，创造了中国市场经济四十年以来劳工集体维权获得补偿金的最高纪录。
2015年5月28日，广州利得鞋厂工人维权事件圆满结束，汤欢兴当天告别广州市番禺区打工族服务部，回到福州后申请登记成立工人服务公益机构，但是民政机关不予受理。
广州利得鞋厂工人维权事件结束整整半年之后，中国当局对“利得工人运动”的组织者秋后算账进行镇压。2015年12月3日，汤欢兴在京访友期间突然被广东省警方抓捕，被羁押在广州市公安局白云分局。
2016年1月8日，汤欢兴与中国709维权律师大抓捕事件中的13位维权律师、维权人士，在这同一天被执行逮捕，这显然是中国当局的统一逮捕行动。汤欢兴被广东检方指控其组织 “利得工人运动”发起了三次全厂大罢工，并以“聚众扰乱社会秩序罪”逮捕，被羁押在广州市第一看守所，后被取保候审。
2016年9月26日，此案在广州市番禺区法院公开审理，汤欢兴等三名同案被告到庭受审，汤欢兴被判处一年六个月有期徒刑，缓刑两年。此案由中国共产党 最高层亲自督办，被国内外劳工界称为“12.3劳工NGO大抓捕事件”。此案的案发与审判均受到新华社、央视、纽约时报、金融时报
、BBC、美联社、法新社、路透社、凤凰网等国内外主流媒体的深度关注与报道，被纽约时报等国际媒体誉为中国劳工领袖。
汤欢兴作为组织“利得工人运动”的核心成员，为组织推动广州利得鞋厂工人维权运动，汤欢兴与其同事前后携手组织多次利得工人培训，推动利得鞋厂全体工人按照车间班组分类民主选举出各个车间的工人代表，并组织召开了三次利得鞋厂工人代表大会，组织发动了三次利得鞋厂工人大罢工，组织开展了四次利得鞋厂劳资集体谈判。期间，工人谈判顾问汤欢兴亲自率领利得鞋厂工人谈判代表团队，参加了2015年4月20日召开的利得鞋厂首次劳政集体谈判，并参加了2015年4月21日召开的利得鞋厂第四次劳资集体谈判，在激烈交锋的谈判现场，汤欢兴庄严地阐述了利得工人的合法诉求，呼吁广州地方政府依法保护工人的合法权益，强烈谴责利得鞋厂资方肆意违反中国劳动法律法规，要求利得鞋厂资方及时履行之前谈判的承诺，这些劳资集体谈判行动将利得工人运动推向了高潮。
在专制社会中，“利得工人运动”通过长期的艰苦抗争，终于完美践行了“劳工三权”（自由结社权、集体谈判权、罢工权），经典演绎了中国劳工的民主选举权、游行示威权。联合国颁布的《世界人权宣言》承认劳工权利是基本人权，“利得工人运动” 堪称是一部捍卫中国人权的壮丽史诗，“利得工人运动”的成功与胜利，对促进中国工人运动、中国人权事业发展和中国公民社会建设均具有里程碑式的现实意义，“利得工人运动”必将载入史册。
2016年11月9日，联合国专门机构-国际劳工组织（ILO）在瑞士日内瓦发布了一份中期报告。该组织自由结社委员会（CFA）针对过去一年中中国广东地区多名劳工维权人士被逮捕和判刑一事，要求中国政府确保汤欢兴等三名同案被告他们“能继续为工人提供咨询服务，且不受任何阻挠”。